# Itterswiller
Itterswiller – miejscowość i gmina we Francji, w regionie Grand Est, w departamencie Dolny Ren.
Według danych na rok 1990 gminę zamieszkiwało 248 osób, 210 os./km².